# 薩赫賴河

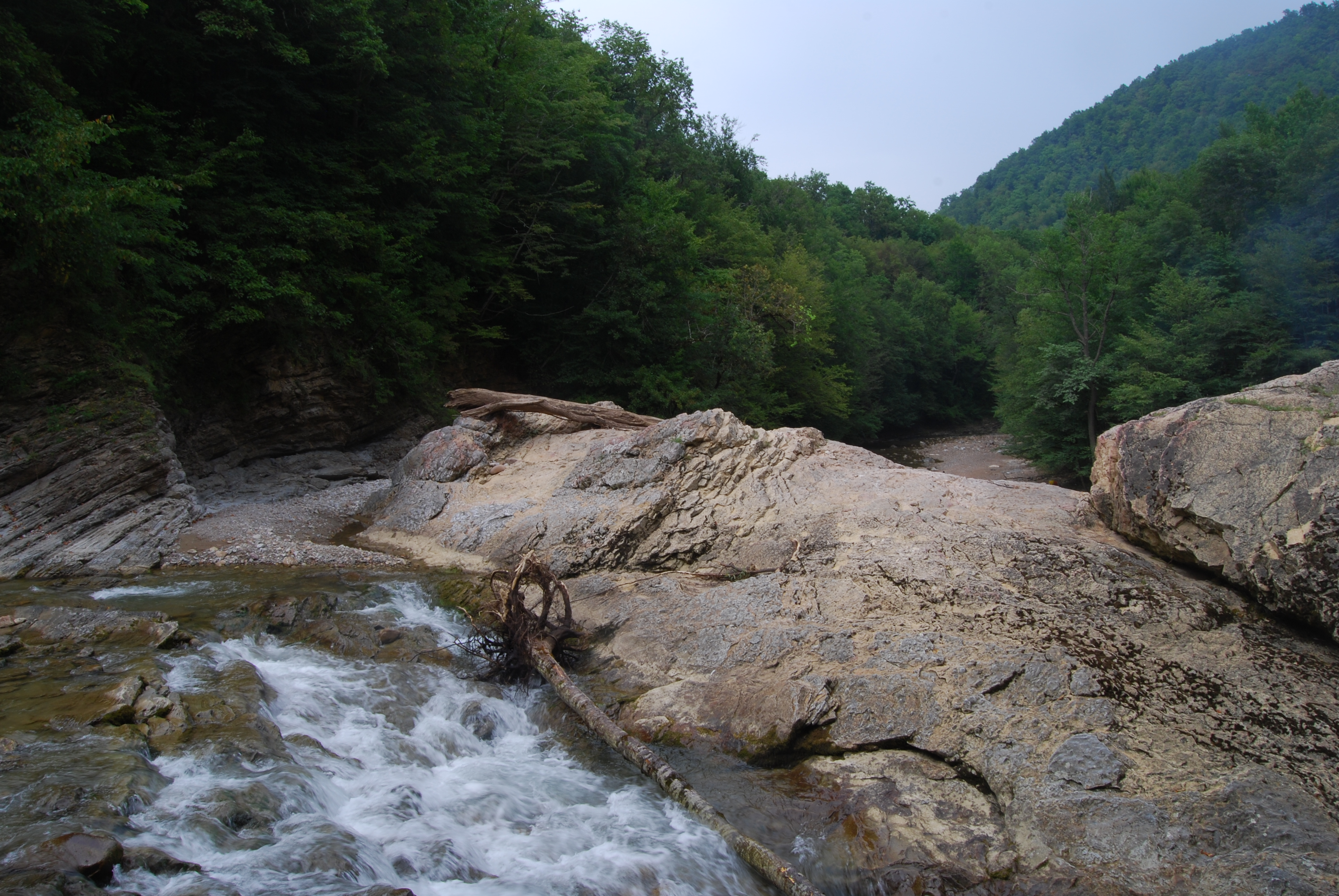

薩赫賴河（俄语：Сахрай），是俄羅斯的河流，位於該國西南部阿迪格共和國，該河流屬於達赫河的左支流，河道全長31公里，流域面積259平方公里。